# Staurodonta apicalis
Staurodonta apicalis är en fjärilsart som beskrevs av Moore 1879. Staurodonta apicalis ingår i släktet Staurodonta och familjen tandspinnare. Inga underarter finns listade i Catalogue of Life.